# Anoplodera corvina
Anoplodera corvina är en skalbaggsart som beskrevs av Holzschuh 1993. Anoplodera corvina ingår i släktet Anoplodera och familjen långhorningar. Inga underarter finns listade i Catalogue of Life.